# Anthem trance
Anthem trance – podgatunek euro trance, w którym największy nacisk kładzie się na żywą, hałaśliwą, bogatą w dźwięki melodię.